# Irena Posselt

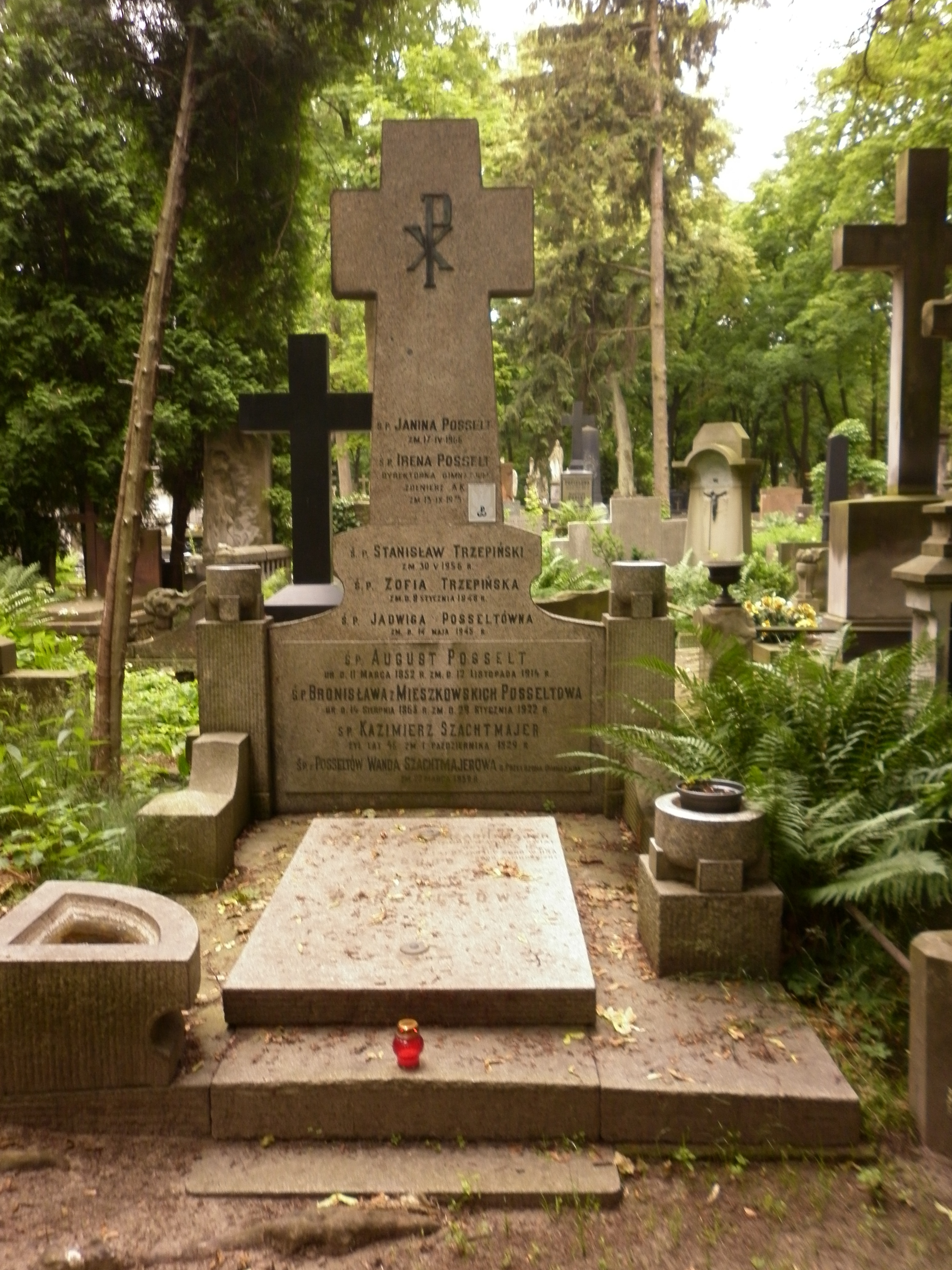
Grób rodzinny Posseltów na cmentarzu Powązkowskim w Warszawie

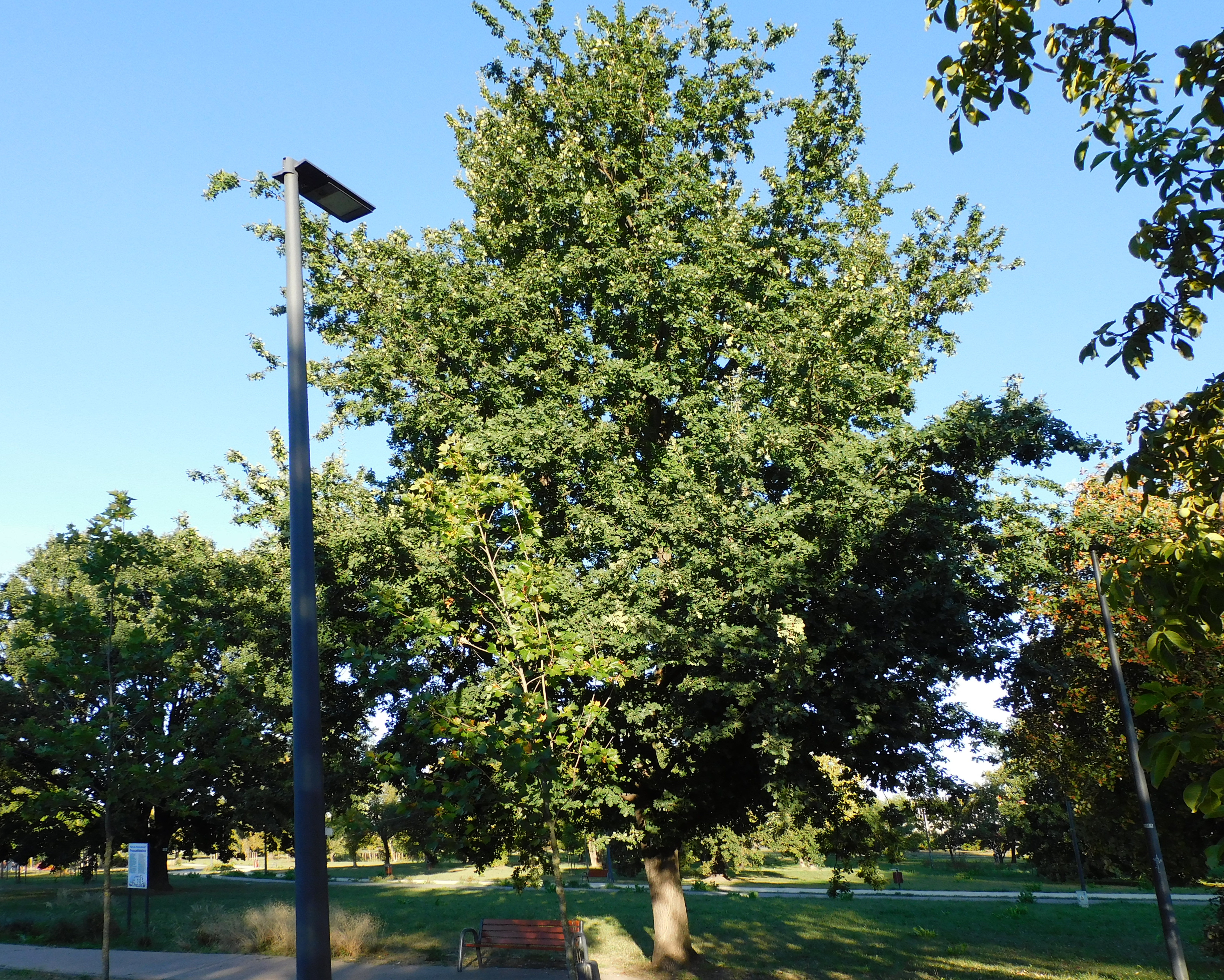
Dąb „Irena” w parku Pięciu Sióstr w Warszawie upamiętniający Irenę Posseltównę od sierpnia 2022 r.

Irena Posselt ps. Mila, Janina (ur. 18 stycznia 1893 w Sosnowcu, zm. 18 września 1975 w Warszawie) – polska pedagog, nauczycielka, dyrektorka Gimnazjum i Liceum Żeńskiego im. Wandy z Posseltów Szachtmajerowej, żołnierz Armii Krajowej.

## Życiorys
Irena Posseltówna urodziła się w rodzinie pochodzenia niemiecko-irlandzkiego, jako córka Augusta (1852–1914) i Bronisławy z Mieszkowskich (1863–1922). Była najmłodszą spośród pięciu sióstr Posseltówien. Jej siostry to: Wanda, Zofia, Janina (1883–1966), Jadwiga (1893–1945). W 1904 założyła wspólnie z siostrami prywatną siedmioklasową pensję dla dziewcząt, której przełożoną była Wanda. Po odzyskaniu przez Polskę niepodległości pensja została przekształcona w prywatne gimnazjum żeńskie, którego dyrektorką została Irena. W szkole tej wykładała historię.
W czasie okupacji niemieckiej organizowała tajne komplety, na których powadziła kurs szkoły średniej kończący się maturą. W szkole sióstr Posseltówien funkcjonowała oficjalnie tylko szkoła zawodowa i szkoła powszechna (szkoły średnie i wyższe były zakazane przez władze okupacyjne). Należała również do konspiracji - była żołnierzem Armii Krajowej w stopniu starszego sierżanta - obwód Ochota. Była także referentem w Wojskowej Służbie Ochrony Powstania.
Po wojnie, w latach 1945–1948  była sekretarzem Polskiego Stowarzyszenia Kobiet z Wyższym Wykształceniem. W latach 1948–1963 była kustoszem Biblioteki Instytutu Zoologii PAN. Nigdy nie wyszła za mąż. Zmarła 18 września 1975 i została pochowana na cmentarzu Powązkowskim (kwatera 83-6-17,18).

## Ordery i odznaczenia
- Złoty Krzyż Zasługi (9 listopada 1932)[3]
- Srebrny Wawrzyn Akademicki (5 listopada 1935)[4]